# احمد خلیل (بازیکن فوتبال، زاده ۱۹۹۱)
احمد خلیل سبیت مبارک الجنوبی (زاده ۸ ژوئن ۱۹۹۱) بازیکن فوتبال اهل امارات متحده عربی است که در پست مهاجم بازی می‌کند.
خلیل در سال ۲۰۱۵ برنده جایزه بازیکن سال فوتبال آسیا شده‌ است. او در مرحله مقدماتی جام جهانی فوتبال ۲۰۱۸، او به همراه روبرت لواندوفسکی و محمد السهلاوی آقای گل مقدماتی جام جهانی شد.

## گلهای ملی
| تعداد | تاریخ          | میزبان                                  | رقیب              | گل زده | نهایی      | رقابت                                            |
| ----- | -------------- | --------------------------------------- | ----------------- | ------ | ---------- | ------------------------------------------------ |
| ۱     | ۲۱ ژانویه ۲۰۰۹ | ورزشگاه کوالالامپور, کوالا لامپور       | مالزی             | ۰-۵    | ۰-۵        | مقدماتی جام ملت های آسیا ۲۰۱۱                    |
| ۲     | ۵ ژانویه ۲۰۱۰  | ورزشگاه مکتوم بن راشد آل مکتوم, دبی     | مالزی             | ۰-۱    | ۰-۱        | مقدماتی جام ملت های آسیا ۲۰۱۱                    |
| ۳     | ۲۹ مه ۲۰۱۰     | مرکز ورزشی ورگل, آنیف                   | مولدووا           | ۲-۳    | ۲-۳        | دوستانه                                          |
| ۴     | ۷ سپتامبر ۲۰۱۰ | ورزشگاه آل نهیان, ابوظبی                | کویت              | ۰-۱    | ۰-۳        | دوستانه                                          |
| ۵     | ۱۷ ژوئن ۲۰۱۱   | ورزشگاه خلیفه بن زاید, العین            | لبنان             | ۰-۱    | ۲-۶        | دوستانه                                          |
| ۶     | ۱۷ ژوئن ۲۰۱۱   | ورزشگاه خلیفه بن زاید, العین            | لبنان             | ۰-۲    | ۲-۶        | دوستانه                                          |
| ۷     | ۱۷ ژوئن ۲۰۱۱   | ورزشگاه خلیفه بن زاید, العین            | لبنان             | ۱-۵    | ۲-۶        | دوستانه                                          |
| ۸     | ۲۵ اوت ۲۰۱۱    | ورزشگاه خلیفه بن زاید, العین            | قطر               | ۰-۲    | ۱-۳        | دوستانه                                          |
| ۹     | ۲۵ اوت ۲۰۱۱    | ورزشگاه خلیفه بن زاید, العین            | قطر               | ۰-۳    | ۱-۳        | دوستانه                                          |
| ۱۰    | ۲ سپتامبر ۲۰۱۱ | ورزشگاه خلیفه بن زاید, العین            | کویت              | ۳-۲    | ۳-۲        | مسابقات انتخابی جام جهانی ۲۰۱۴ - دور سوم آسیا    |
| —     | ۲۹ دسامبر ۲۰۱۲ | ورزشگاه بین‌المللی خلیفه, دوحه           | یمن               | ۰-۱    | ۱-۳        | دوستانه غیر رسمی                                 |
| ۱۱    | ۱۱ ژانویه ۲۰۱۳ | ورزشگاه بین‌المللی خلیفه, شهرک عیسی      | عمان              | ۰-۱    | ۰-۲        | بیست و یکمین جام خلیج فارس                       |
| ۱۲    | ۱۱ ژانویه ۲۰۱۳ | ورزشگاه بین‌المللی خلیفه, شهرک عیسی      | عمان              | ۰-۲    | ۰-۲        | بیست و یکمین جام خلیج فارس                       |
| ۱۳    | ۱۵ ژانویه ۲۰۱۳ | ورزشگاه ملی بحرین, رفاع                 | کویت              | ۰-۱    | ۰-۱        | بیست و یکمین جام خلیج فارس                       |
| ۱۴    | ۶ فوریه ۲۰۱۳   | ورزشگاه ملی می دین, هانوی               | ویتنام            | ۰-۱    | ۱-۲        | مرحله مقدماتی جام ملت‌های آسیا ۲۰۱۵               |
| ۱۵    | ۲۲ مارس ۲۰۱۳   | ورزشگاه محمد بن زاید, ابوظبی            | ازبکستان          | ۱-۱    | ۱-۲        | مرحله مقدماتی جام ملت‌های آسیا ۲۰۱۵               |
| ۱۶    | ۵ سپتامبر ۲۰۱۳ | ورزشگاه ملک فهد, ریاض                   | ترینیداد و توباگو | ۰-۳    | ۳-۳        | مسابقات دوستانه ۲۰۱۳                             |
| ۱۷    | ۹ سپتامبر ۲۰۱۳ | ورزشگاه ملک فهد, ریاض                   | نیوزیلند          | ۰-۱    | ۰-۲        | مسابقات دوستانه ۲۰۱۳                             |
| —     | ۹ اکتبر ۲۰۱۳   | مرکز ورزشی دانشگاه شنژن, شنزن           | مالزی             | ۰-۱    | ۱-۳        | دوستانه غیر رسمی                                 |
| —     | ۹ اکتبر ۲۰۱۳   | مرکز ورزشی دانشگاه شنژن, شنزن           | مالزی             | ۰-۲    | ۱-۳        | دوستانه غیر رسمی                                 |
| ۱۸    | ۱۹ نوامبر ۲۰۱۳ | ورزشگاه محمد بن زاید, ابوظبی            | ویتنام            | ۰-۵    | ۰-۵        | مرحله مقدماتی جام ملت‌های آسیا ۲۰۱۵               |
| ۱۹    | ۶ نوامبر ۲۰۱۴  | ورزشگاه شاهزاده سعود بن جلوی, خبر (شهر) | لبنان             | ۰-۱ر   | ۲-۳        | دوستانه                                          |
| ۲۰    | ۶ نوامبر ۲۰۱۴  | ورزشگاه شاهزاده سعود بن جلوی, خبر (شهر) | لبنان             | ۰-۲    | ۲-۳        | دوستانه                                          |
| ۲۱    | ۶ نوامبر ۲۰۱۴  | ورزشگاه شاهزاده سعود بن جلوی, خبر (شهر) | لبنان             | ۱-۳    | ۲-۳        | دوستانه                                          |
| ۲۲    | ۲۳ نوامبر ۲۰۱۴ | ورزشگاه ملک فهد, ریاض                   | عربستان سعودی     | ۲-۱    | ۳-۲        | بیست و دومین جام خلیج فارس                       |
| ۲۳    | ۲۳ نوامبر ۲۰۱۴ | ورزشگاه ملک فهد, ریاض                   | عربستان سعودی     | ۲-۲    | ۳-۲        | بیست و دومین جام خلیج فارس                       |
| ۲۴    | ۱۱ ژانویه ۲۰۱۵ | ورزشگاه کانبرا, کانبرا                  | قطر               | ۱-۱    | ۱-۴        | جام ملتهای آسیا ۲۰۱۵                             |
| ۲۵    | ۱۱ ژانویه ۲۰۱۵ | ورزشگاه کانبرا, کانبرا                  | قطر               | ۱-۴    | ۱-۴        | جام ملتهای آسیا ۲۰۱۵                             |
| ۲۶    | ۳۰ ژانویه ۲۰۱۵ | ورزشگاه نیوکاسل, نیوکاسل، نیو ساوت ولز  | عراق              | ۰-۱    | ۲-۳        | مرحله حذفی جام ملت‌های آسیا ۲۰۱۵                  |
| ۲۷    | ۳۰ ژانویه ۲۰۱۵ | ورزشگاه نیوکاسل, نیوکاسل، نیو ساوت ولز  | عراق              | ۲-۲    | ۲-۳        | مرحله حذفی جام ملت‌های آسیا ۲۰۱۵                  |
| ۲۸    | ۳ سپتامبر ۲۰۱۵ | ورزشگاه محمد بن زاید, ابوظبی            | مالزی             | ۰-۳    | ۰-۱۰       | مقدماتی جام جهانی فوتبال ۲۰۱۸ (آسیا) – مرحله دوم |
| ۲۹    | ۳ سپتامبر ۲۰۱۵ | ورزشگاه محمد بن زاید, ابوظبی            | مالزی             | ۰-۵    | ۰-۱۰       | مقدماتی جام جهانی فوتبال ۲۰۱۸ (آسیا) – مرحله دوم |
| ۳۰    | ۳ سپتامبر ۲۰۱۵ | ورزشگاه محمد بن زاید, ابوظبی            | مالزی             | ۰-۸    | ۰-۱۰       | مقدماتی جام جهانی فوتبال ۲۰۱۸ (آسیا) – مرحله دوم |
| ۳۱    | ۳ سپتامبر ۲۰۱۵ | ورزشگاه محمد بن زاید, ابوظبی            | مالزی             | ۰-۱۰   | ۰-۱۰       | مقدماتی جام جهانی فوتبال ۲۰۱۸ (آسیا) – مرحله دوم |
| ۳۲    | ۸ اکتبر ۲۰۱۵   | شهر ورزشی ملک عبدالله (جده), جده        | عربستان سعودی     | ۰-۱    | ۲-۱        | مقدماتی جام جهانی فوتبال ۲۰۱۸ (آسیا) – مرحله دوم |
| ۳۳    | ۱۲ نوامبر ۲۰۱۵ | ورزشگاه محمد بن زاید, ابوظبی            | تیمور شرقی        | ۰-۳    | ۰-۸        | مقدماتی جام جهانی فوتبال ۲۰۱۸ (آسیا) – مرحله دوم |
| ۳۴    | ۱۲ نوامبر ۲۰۱۵ | ورزشگاه محمد بن زاید, ابوظبی            | تیمور شرقی        | ۰-۴    | ۰-۸        | مقدماتی جام جهانی فوتبال ۲۰۱۸ (آسیا) – مرحله دوم |
| ۳۵    | ۱۲ نوامبر ۲۰۱۵ | ورزشگاه محمد بن زاید, ابوظبی            | تیمور شرقی        | ۰-۶    | ۰-۸        | مقدماتی جام جهانی فوتبال ۲۰۱۸ (آسیا) – مرحله دوم |
| ۳۶    | ۱۲ نوامبر ۲۰۱۵ | ورزشگاه محمد بن زاید, ابوظبی            | تیمور شرقی        | ۰-۷    | ۰-۸        | مقدماتی جام جهانی فوتبال ۲۰۱۸ (آسیا) – مرحله دوم |
| ۳۷    | ۱۷ نوامبر ۲۰۱۵ | ورزشگاه شاه عالم, سلانگور               | مالزی             | ۰-۲    | ۱-۲        | مقدماتی جام جهانی فوتبال ۲۰۱۸ (آسیا) – مرحله دوم |
| ۳۸    | ۱۸ مارس ۲۰۱۶   | ورزشگاه محمد بن زاید, ابوظبی            | بنگلادش           | ۱-۲    | ۱-۶        | دوستانه                                          |
| ۳۹    | ۲۴ مارس ۲۰۱۶   | ورزشگاه محمد بن زاید, ابوظبی            | فلسطین            | ۰-۲    | ۰-۲        | مقدماتی جام جهانی فوتبال ۲۰۱۸ (آسیا) – مرحله دوم |
| ۴۰    | ۱ سپتامبر ۲۰۱۶ | ورزشگاه سایتاما, سایتاما                | ژاپن              | ۱-۱    | ۱-۲        | مقدماتی جام جهانی فوتبال ۲۰۱۸ (آسیا) – مرحله سوم |
| ۴۱    | ۱ سپتامبر ۲۰۱۶ | ورزشگاه سایتاما, سایتاما                | ژاپن              | ۱-۲    | ۱-۲        | مقدماتی جام جهانی فوتبال ۲۰۱۸ (آسیا) – مرحله سوم |
| ۴۲    | ۶ اکتبر ۲۰۱۶   | ورزشگاه محمد بن زاید, ابوظبی            | تایلند            | ۱-۳    | ۱-۳        | مقدماتی جام جهانی فوتبال ۲۰۱۸ (آسیا) – مرحله سوم |
| ۴۳    | ۱۵ نوامبر ۲۰۱۶ | ورزشگاه محمد بن زاید, ابوظبی            | عراق              | ۰-۱    | ۰-۲        | مقدماتی جام جهانی فوتبال ۲۰۱۸ (آسیا) – مرحله سوم |
| ۴۴    | ۷ ژوئن ۲۰۱۷    | ورزشگاه شاه عالم, سلانگور               | لائوس             | ۰-۲    | ۰-۴        | دوستانه                                          |
| ۴۵    | ۲۹ اوت ۲۰۱۷    | ورزشگاه هزاع بن زاید, العین             | عربستان سعودی     | ۱-۲    | ۱-۲        | مقدماتی جام جهانی فوتبال ۲۰۱۸ (آسیا) – مرحله سوم |
| ۴۶    | ۲۲ مارس ۲۰۱۸   | ورزشگاه راجامانگالا, بانکوک             | اسلواکی           | ۲-۱    | ۲-۱        | جام شاهان ۲۰۱۸                                   |
| ۴۷    | ۵ ژانویه ۲۰۱۹  | ورزشگاه اسپورت سیتی زاید, ابوظبی        | بحرین             | ۱-۱    | ۱-۱        | جام ملتهای آسیا ۲۰۱۹                             |
| ۴۸    | ۲۱ ژانویه ۲۰۱۹ | ورزشگاه محمد بن زاید, ابوظبی            | قرقیزستان         | ۲-۳    | ۲-۳ (و.ا.) | مرحله حذفی جام ملت‌های آسیا ۲۰۱۹                  |